# 矮造父變星
盾牌座δ型變星（有時稱為矮造父變星）是年輕脈動星的子類。這種變星和經典造父變星都是重要的標準燭光，並且曾經用來測量與建立大麥哲倫星系、球狀星團、疏散星團和銀河中心的距離。這種變星在某些頻道中遵循週光關係，是像造父變星一樣的標準燭光。能在球狀星團中發現的鳳凰座SX型變星也遵循週光關係，通常被認為是包含老恆星的盾牌座δ型變星的子類。。最近在主序帶上找到的快速振盪Ap星也被認為是盾牌座δ型變星的子類。盾牌座δ型變星的最後一個子類是主序前（pre-main sequence，PMS）。
在光學重力透鏡實驗（OGLE）和暈族大質量緻密天體（MACHO）的調查中，在大麥哲倫星系檢測到將近3,000顆的盾牌座δ型變星。週期只有幾個小時，在V的典型亮度波動在0.003至0.9星等，然而振幅和週期的波動可能很大。這類變星的恆星分類通常是A0到F5的巨星或主序星。高振幅的盾牌座δ型變星也稱為船帆座AI型變星.。在銀河系中，盾牌座δ型變星是僅次於白矮星，豐度第二多的變星。
盾牌座δ型變星同時表現出徑向和非徑向的光度脈動。非徑向脈動是表面有些部分向內移動，同時有些部分向外移動時。徑向脈動是一個特例，當恆星通過改變半徑來保持球型，而圍繞著平衡狀態膨脹和收縮。這種變化是由恆星通過艾丁頓閥門或Κ機制膨脹或縮小。恆星有富含氦的大氣層，當氦被加熱時，它的電離性提高，會變得較不透明。因此，在週期中最暗的時候，是大氣層中具有高度遮光的電離氦，阻止了部分光線逸出。來自這些阻塞光的能量使氦變熱、膨脹、電離，反而變得較透明，於是有更多的光線通過。隨著恆星的光變亮、膨脹，氦開始冷卻。因此，氦收縮和再次增溫，週期性的過程繼續進行。當它們位於經典造父變星的不穩定帶時，盾牌座δ型變星的一生都表現出脈動。然後，它們從主序帶移動到巨星支。  
這些類型變星的原型是天弁二（盾牌座δ），它的亮度波動從視星等+4.60到+4.79，週期為4.65小時。其它眾所周知的盾牌座δ型變星包括河鼓二（天鷹座α）、五帝座一（獅子座β）、王良一（仙后座β）。織女星（天琴座α）疑似盾牌座δ型變星，但尚未得到證實。

## 船帆座AI型变星
船帆座AI型变星是一种光变振幅大于0.15星等的振幅、具有非对称光曲线的矮造父变星。其原型为船帆座AI。

## 例子
| 名稱               | 星座   | 發現 | 視星等（極大值） | 視星等（極小值） | 星等範圍 | 週期   | 光譜類型 | 註解' |
| ------------------ | ------ | ---- | ---------------- | ---------------- | -------- | ------ | -------- | ----- |
| 招搖 （牧夫座γ）   | 牧夫座 |      | 3m.02            | 3m.07            | 0.05     | 6.96 h | A7III    |       |
| 螣蛇九 （仙王座ε） | 仙王座 |      | 4m.15            | 4m.21            | 0.06     | 0.98 h | F0IV     |       |
| 天弁二 （盾牌座δ） | 盾牌座 |      | 4m.6             | 4m.79            | 0.19     | 4.65 h | F2 IIIp  | 原型  |

其它的例子包括：南極和王良一（仙后座β）